# منیزیم مونوهیدرید
منیزیم مونوهیدرید یک مولکول گازی با فرمول MgH است که در دماهای بالا مانند دمای جو خورشید و بقیه ستاره‌ها وجود دارد. این مولکول در ابتدا به‌عنوان منیزیم هیدرید شناخته می‌شد، با این‌حال این نام دیگر برای این مولکول به‌صورت عمومی استفاده نمی‌شود چرا که این نام، امروزه برای ماده شیمیایی مشابه دیگری به‌نام منیزیم دی‌هیدرید (فرمول مولکولی MgH۲) به:ار می‌رود. 